# Antiguraleus infandus
Antiguraleus infandus är en snäckart som först beskrevs av Webster 1906.  Antiguraleus infandus ingår i släktet Antiguraleus och familjen kägelsnäckor. Inga underarter finns listade i Catalogue of Life.